# Romantic?
Romantic? – album zespołu The Human League wydany w 1990 roku.

## Lista utworów
1. „Kiss the Future”
2. „A Doorway”
3. „Heart Like a Wheel”
4. „Men Are Dreamers”
5. „Mister Moon and Mister Sun”
6. „Soundtrack to a Generation”
7. „Rebound”
8. „The Stars Are Going Out”
9. „Let's Get Together Again”
10. „Get It Right This Time”

## Single
- 1990: „Heart Like a Wheel”
- 1990: „Soundtrack to a Generation”